# Zalisî, Ratne
Zalisî (în ucraineană Заліси) este o comună în raionul Ratne, regiunea Volînia, Ucraina, formată numai din satul de reședință.

## Demografie
Componența lingvistică a satului Zalisî
     Ucraineană (99,58%)
     Alte limbi (0,42%)
Conform recensământului din 2001, majoritatea populației satului Zalisî era vorbitoare de ucraineană (99,58%), existând în minoritate și vorbitori de alte limbi.